# デージー (パチスロ)
有限会社デージーは、かつて存在した長崎県に本社を置くパチスロメーカーである。
経営の不振から、2008年6月に経営が行き詰まった。

## パチスロ機種

### 4号機
- ポリネシアンドリーム（2005年06月）
- 紅蝶（2006年01月）

### 5号機
- デジパラダイス（2007年09月）